# Balogh István (politikus, 1894–1976)
Balogh István (eredetileg Bloch vagy Blech), korabeli gúnynevén gyakran csak „Balogh páter” (Stájerlak, 1894. március 30. – Budapest, 1976. július 20.) római katolikus pap, kisgazdapárti politikus, államtitkár.

## Életpályája

### Családja
Balogh István édesanyja Nottny Teréz, édesapja Balogh László. A család zsidó származású, eredeti vezetéknevük Bloch – más forrás szerint Blech – volt. Balogh Istvánnak egy öccse volt, Balogh János, aki fiatalon meghalt, s egy kislánya született: Balogh Viola (férjezett nevén Berkes Illésné). Balogh István édesapja 1898-ban elhunyt. Visszaemlékezései szerint semmilyen személyes élménye vagy emléke nem volt apjáról. (Édesanyja később házasságot kötött jobaházi Dőry Ádámmal.)

### Iskolái
Elemi iskolai tanulmányait még Stájerlakon folytatta, tízévesen a nagyszombati érseki árvaházba és líceumba került, a gimnázium nyolc osztályát már Nagyszombatban végezte, 1912-ben érettségizett. Temesváron teológiát végzett. 1925–1929 között a budapesti és a szegedi tudományegyetemen filozófiát hallgatott.

### Papi pályafutása
1918-ban pappá szentelték. 1918–1920 között Csákon, 1920–1926 között Újszentannán volt segédlelkész. 1926–1930 között Szeged-belvárosban segédlelkész, majd Szeged-alsóvárosi plébános volt 1930–1946 között. 1950-ben részt vett a papi békemozgalom megalakításában. Az 1950-es években plébános volt (1951–1953: Kemence; 1954–1962: Budapest). 1962–1976 között a budapesti belvárosi Szent Mihály-templom lelkésze volt. 1968-tól címzetes apát lett.

### Újságíróként
1927–1935 között a Szegedi Katolikus Tudósító alapító szerkesztője volt. 1930–1932 között emellett a Szegedi Hírlap szerkesztőjeként is tevékenykedett, 1936–1938 között pedig a szegedi Tanyai Újságot szerkesztette. 1938–1944 között a Délmagyarország társtulajdonosa, 1944–1945 között társszerkesztője volt.

### Politikai pályafutása
1934–1944 között a szegedi törvényhatósági bizottság tagja volt. 1944–1947 között az FKGP tagja volt. 1944–1945 között az Független Kisgazda-, Földmunkás- és Polgári Párt (FKGP) szegedi szervezetének alapító elnöke és a Szegedi Nemzeti Bizottság elnöke volt. 1944. december 2-án részt vett a Magyar Nemzeti Függetlenségi Front megalakításában, pár nappal később, december 13-án pedig az Ideiglenes Nemzetgyűlés előkészítésében is. 1944–1945 között az FKGP ideiglenes országgyűlési vezetőségének tagja volt. 1944–1947 között a miniszterelnökség államtitkára volt; bizottsági titkárként ő adta elő a fegyverszünetet kérő Németországnak hadat üzenő javaslatot. 1945. január 20-án egyik aláírója volt a moszkvai fegyverszüneti szerződésnek (Gyöngyösi Jánossal, Vörös Jánossal). 1945. augusztus 20-tól az FKGP intéző bizottságának tagja volt. 1945–1951 között országgyűlési képviselő volt. 1946-tól az FKGP Politikai Bizottságának tagja, 1947-ben a párt főtitkára lett; június 4-én viszont kilépett a pártból és a következő hónapban megalakította az ellenzéki, polgári, liberális Független Magyar Demokrata Pártot (FMDP). 1949 tavaszán pártjával csatlakozott a Függetlenségi Népfronthoz.
Sírja a Farkasréti temetőben található (19/1-1-119).

## Művei
- Egyházi imák, énekek (Szeged, 1926)
- Velencei diplomaták Magyarországon (Szeged, 1929)
- Reálpolitika az egyház és állam viszonyában. Öt cikk (Budapest, 1948)
- Együtt a Népfronttal. Parragi György és Balogh István beszédei (Budapest, 1949)

## Díjai
- Magyar Szabadság Érdemrend (ezüst, 1947)
- a Magyar Köztársasági Érdemrend középkeresztje (1947)
- a Magyar Népköztársaság Érdemrendje (1951, 1956)
- Felszabadulási Jubileumi Emlékérem (1970)
- Magyar Népköztársaság rubinokkal ékesített Zászlórendje (1970)